# Emil Schering
Emil Schering (* 14. April 1873 in Münden; † 10. April 1951 in Berlin) war ein deutscher Schriftsteller, Übersetzer, Herausgeber und Redakteur.

## Leben und Wirken
Emil Schering stammte aus „der bekannten deutschen Gelehrten- und Industriellenfamilie“, sein Vater war Professor für Mathematik an der Forstakademie in Münden. Er studierte in Göttingen, Königsberg und Berlin. Ab 1897 war er als Redakteur der Tageszeitung Berliner Herold und ab 1898 als Redakteur der Zeitschrift Quickborn tätig.
Im Berliner Residenz-Theater sah er die Tragikomödie Gläubiger von August Strindberg mit Rudolf Rittner und Rosa Bertens und beschloss daraufhin, das Gesamtwerk dieses Dichters zu übersetzen. Er wohnte zu dieser Zeit im Französischen Dom. Die Übersetzung der Werke Strindbergs ins Deutsche (Werkausgabe 1902–1930 mit 47 Bänden, darunter einem Band Briefe – ab 1894 – an ihn) ist sicherlich Scherings namhafteste Leistung, doch hat er sich darüber hinaus zeitlebens für Strindberg bei Theatern und Verlagen eingesetzt und beispielsweise nach dem Ersten Weltkrieg einen Strindbergpreis gestiftet, der nur zweimal vergeben werden konnte (an Maximilian Harden und an Theodor Lessing), bevor er der Inflation zum Opfer fiel. Ein zweiter Arbeitsschwerpunkt wurde die Übersetzung der Werke von Joséphin Péladan. Außerdem übersetzte Schering u. a. Werke von Ernst Didring und Hugo B. M. Hamilton.
Über das Leben und das weitere Wirken Scherings ist wenig bekannt. Er war u. a. der erste Sekretär der internatartigen Tanzschule von Isadora und Elizabeth Duncan in Berlin. Sein Sohn Herbert (geb. 1900) emigrierte in die USA und war fast vier Jahrzehnte an der University of Toledo tätig. An ihn erinnert dort The Herbert B. Schering Exchange Program and Award in German Studies. Emil Scherings 1904 geborene Tochter, die er nach Strindbergs dritter Frau Harriet benannte, hatte Unterricht in der Schule von Elizabeth Duncan und wurde Tänzerin. Sie trat u. a. 1930 in Orpheus Dionysos von Margarete Wallmann auf. Seine erste Frau wurde nach Aussage Scherings 1913 als Folge langjähriger finanzieller Probleme dauerhaft seelisch krank und starb 1918. Scherings letztes großes Ziel, eine Strindberg-Gesellschaft, hat er nicht mehr verwirklichen können.